# 5418 Joyce
Az 5418 Joyce (ideiglenes jelöléssel 1981 QG1) a Naprendszer kisbolygóövében található aszteroida. Antonín Mrkos fedezte fel 1981. augusztus 29-én.